# Ante Kotromanović

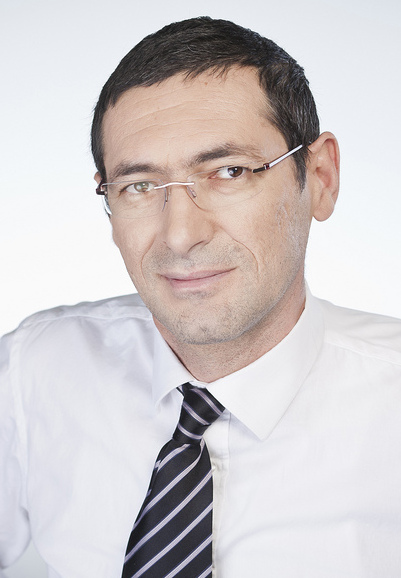
Ante Kotromanović (2011)

Ante Kotromanović (* 8. Mai 1968 in Potravlje bei Sinj) ist ein kroatischer Brigadegeneral und Politiker (SDP). Er war vom 23. Dezember 2011 bis zum 22. Januar 2016 Verteidigungsminister in der kroatischen Regierung.

## Leben
Mittlere Reife. Militärakademie "Blago Zadro" und "Ban Josip Jelačić"

## Karriere
- 1996–1999 Oberster Befehlshaber der 4. Brigade der Kroatischen Armee
- 2008–2011 Abgeordneter im kroatischen Parlament (Sabor)

| Personendaten    | Personendaten         |
| ---------------- | --------------------- |
| NAME             | Kotromanović, Ante    |
| KURZBESCHREIBUNG | kroatischer Politiker |
| GEBURTSDATUM     | 8. Mai 1968           |
| GEBURTSORT       | Potravlje             |